# Programowanie zstępujące
Programowanie zstępujące (projektowanie zstępujące, ang. top-down design) – rozwiązanie programistyczne polegające na zdefiniowaniu problemu ogólnego poprzez podzielenie na podproblemy, które są dzielone na jeszcze mniejsze podproblemy aż do rozwiązań oczywistych, łatwych do zapisania. Następnie złożenie z rozwiązań podproblemów niższego rzędu rozwiązań problemów wyższego rzędu aż do całkowitego rozwiązania problemu.

## Zalety projektowania zstępującego
Programowanie zstępujące posiada szereg zalet, z których najważniejsze są:
- systematyzacja,
- modularność,
- przejrzystość kodu,
- możliwość przenoszenia rozwiązań do innych programów mających podobny problem.